# Scatella kuscheli
Scatella kuscheli är en tvåvingeart som beskrevs av Wirth 1955. Scatella kuscheli ingår i släktet Scatella och familjen vattenflugor. Inga underarter finns listade i Catalogue of Life.